# Liga de Campeones de la Concacaf 2022
La Liga de Campeones de la Concacaf 2022 (o Liga de Campeones de la Concacaf Scotiabank por razones de patrocinio), fue la 14.ª edición de la Liga de Campeones de la Concacaf bajo su actual nombre, y en general la 57.ª edición de la principal competición a nivel de clubes organizada por la Concacaf, el órgano regulador del fútbol en América del Norte, Central y el Caribe.
Seattle Sounders se consagró campeón por primera vez en su historia al derrotar a Pumas UNAM por un marcador global de 5-2. De esta forma, concluyó una racha de 17 años en la que un equipo mexicano se alzaba con el campeonato, después de que justamente Pumas perdiera la final del 2005 ante el Deportivo Saprissa de Costa Rica. También fue la primera ocasión en la que un club de la MLS obtuvo este título en el presente formato y por ende, su clasificación al Mundial de Clubes 2022.

## Sistema de competición
En la Liga de Campeones de la Concacaf 2022 el formato cambió, se escogieron a los 6 mejores de la Liga Concacaf 2021, junto el campeón del Campeonato de Clubes de la CFU, el campeón de Canadá, y cuatro equipos de México y Estados Unidos.
Se utilizó el sistema de rondas eliminatorias, desde octavos de final hasta llegar a la final, todas en formato ida y vuelta. En las rondas de octavos de final hasta semifinales rigió la regla del gol de visitante, la cual determinó que el equipo que haya marcado más anotaciones como visitante ganó la eliminatoria si había empate en la diferencia de goles. En caso de estar la eliminatoria empatada tras los 180 minutos de ambos partidos, y no había una diferencia en los goles de visitante, la serie se decidía en una tanda de penaltis.
El club vencedor de la final y por lo tanto campeón, fue aquel que en los dos partidos anotó el mayor número de goles. En caso de empate en el total de goles, no se aplicó la regla del gol de visitante, se jugaría una prórroga de 2 tiempos de 15 minutos cada uno. Y si aún persistía el empate se realizaría una tanda de penales.
Para los octavos de final, los clubes que fueron sorteados del Bombo 1 (enumerados primeros) jugaron como visitantes primero, y luego fueron los anfitriones en el partido de vuelta.
Los ganadores de las series 1, 3, 5 y 7, fueron sede para los partidos de vuelta de los cuartos de final. Para las semifinales, los clubes fueron clasificados de acuerdo su desempeño (puntos ganados, diferencia de goles y goles anotados) en los octavos y cuartos de final, utilizando el procedimiento de desempate del campeonato.
El club mejor clasificado en las semifinales fue sede del partido de vuelta de la final. 

### Asignación de equipos por asociación
| Federación     | Cupos |
| -------------- | ----- |
| Liga Concacaf  | 6     |
| México         | 4     |
| Estados Unidos | 4     |
| Canadá         | 1     |
| Caribe         | 1     |
| Total          | 16    |

## Sorteo
El sorteo de la Liga de Campeones de la Concacaf 2022 se llevó a cabo el 15 de diciembre de 2021 a las 18:00 EST (UTC-5), en Miami, Estados Unidos, sede de la Concacaf.

### Definición de bombos
| Bombo   | Rank | Cupo | 2016-17 | 2018 | 2019 | 2020 | 2021 | Total | Equipo                 |
| ------- | ---- | ---- | ------- | ---- | ---- | ---- | ---- | ----- | ---------------------- |
| Bombo 1 | 1    | MEX2 | 26      | 25   | 21   | 24   | 16   | 112   | Cruz Azul              |
| Bombo 1 | 2    | MEX1 | 27      | 12   | 20   | 11   | 28   | 98    | León                   |
| Bombo 1 | 3    | MEX3 | 15      | 17   | 26   | 11   | 20   | 89    | Pumas UNAM             |
| Bombo 1 | 4    | USA3 | 20      | 17   | 11   | 11   | 10   | 69    | Colorado Rapids        |
| Bombo 1 | 5    | USA2 | 14      | 7    | 15   | 16   | 16   | 68    | New England Revolution |
| Bombo 1 | 6    | CAN1 | 22      | 21   | 5    | 10   | 9    | 67    | Montréal               |
| Bombo 1 | 7    | USA1 | 11      | 11   | 11   | 6    | 12   | 51    | New York City          |
| Bombo 1 | 8    | USA4 | 8       | 5    | 11   | 12   | 12   | 48    | Seattle Sounders       |
| Bombo 2 | 9    | MEX4 | 10      | 9    | 4    | 7    | 5    | 35    | Santos Laguna          |
| Bombo 2 | 10   | CRC2 | 14      | 5    | 7    | 4    | 4    | 34    | Santos de Guápiles     |
| Bombo 2 | 11   | HON1 | 11      | 5    | 4    | 5    | 7    | 32    | Motagua                |
| Bombo 2 | 12   | CRC1 | 8       | 5    | 7    | 6    | 4    | 30    | Saprissa               |
| Bombo 2 | 13   | CCC1 | 5       | 4    | 4    | 4    | 4    | 21    | Cavaly                 |
| Bombo 2 | 14   | GUA1 | 9       | 0    | 4    | 6    | 0    | 19    | Comunicaciones         |
| Bombo 2 | 15   | GUA2 | 6       | 0    | 0    | 0    | 0    | 6     | Guastatoya             |
| Bombo 2 | 16   | CAN2 | 0       | 0    | 0    | 0    | 0    | 0     | Forge                  |

## Calendario
| Fase         | Ronda            | Ida              | Vuelta           |
| ------------ | ---------------- | ---------------- | ---------------- |
| Eliminatoria | Octavos de final | 15–17 de febrero | 22–24 de febrero |
| Eliminatoria | Cuartos de final | 8–9 de marzo     | 15–17 de marzo   |
| Eliminatoria | Semifinales      | 5–6 de abril     | 12–13 de abril   |
| Eliminatoria | Final            | 27 de abril      | 4 de mayo        |

## Equipos participantes
| Federación                       | Equipo                                                                | Vía de clasificación |
| -------------------------------- | --------------------------------------------------------------------- | --- |
| México 4 plazas                  | León Cruz Azul Pumas UNAM Santos Laguna                               | Campeón del Torneo Guard1anes 2020 de la Liga MX Campeón del Torneo Guard1anes Clausura 2021 de la Liga MX Subcampeón del Torneo Guard1anes 2020 de la Liga MX Subcampeón del Torneo Guard1anes Clausura 2021 de la Liga MX |
| Estados Unidos 4 plazas          | New York City New England Revolution Colorado Rapids Seattle Sounders | Campeón de la MLS Cup 2021 Ganador de la MLS Supporters' Shield 2021 1.º de la MLS Conferencia Oeste 2021 Mejor ubicado en la Tabla general de la Temporada 2021 de la MLS                                                  |
| Guatemala 2 plazas               | Comunicaciones Guastatoya                                             | Campeón de la Liga Concacaf 2021 Cuarto lugar de la Liga Concacaf 2021 |
| Honduras 1 plaza                 | Motagua                                                               | Subcampeón de la Liga Concacaf 2021 |
| Canadá 1 plaza + 1 Liga Concacaf | Montréal Forge                                                        | Campeón del Campeonato Canadiense de Fútbol 2021 Tercer lugar de la Liga Concacaf 2021 |
| Haití 1 plaza                    | Cavaly                                                                | Campeón del Campeonato de Clubes de la CFU 2021 |
| Costa Rica 2 plazas              | Saprissa Santos de Guápiles                                           | Quinto lugar de la Liga Concacaf 2021 Sexto lugar de la Liga Concacaf 2021 |

### Localidad de los equipos
Distribución geográfica de las sedes de los equipos ya clasificados.

### Datos y estadísticas
| Equipo                 | Ciudad                         | 1.ª participación | Títulos | Estadio                 | Aforo  | Kit             |
| ---------------------- | ------------------------------ | ----------------- | ------- | ----------------------- | ------ | --------------- |
| Cavaly                 | Dufort, Haití                  | 2022              | 0       | Parc Julia Vilbon       | 1.000  | Eletto Sport    |
| Colorado Rapids        | Denver, Estados Unidos         | 2011-12           | 0       | DSG Park                | 33.680 | Adidas          |
| Comunicaciones         | Ciudad de Guatemala, Guatemala | 1962              | 1       | Doreteo Guamuch Flores  | 30.000 | Nino Sportswear |
| CF Montreal            | Montreal, Canadá               | 2008-09           | 0       | Saputo                  | 20.801 | Adidas          |
| Cruz Azul              | Ciudad de México, México       | 1969              | 6       | Azteca                  | 81.070 | Joma            |
| Forge                  | Hamilton, Canadá               | 2022              | 0       | Tim Hortons Field       | 23.218 | Macron          |
| Guastatoya             | Guastatoya, Guatemala          | 2019              | 0       | David Cordón            | 3.100  | Net Sportswear  |
| León                   | León, México                   | 1976              | 0       | Nou Camp                | 31.297 | Charly          |
| Motagua                | Tegucigalpa, Honduras          | 1969              | 0       | Nacional de Tegucigalpa | 35.000 | Joma            |
| New England Revolution | Foxborough, Estados Unidos     | 2008-09           | 0       | Gillette Stadium        | 65.878 | Adidas          |
| New York City          | Nueva York, Estados Unidos     | 2020              | 0       | Yankee Stadium          | 54.251 | Adidas          |
| Santos de Guápiles     | Guápiles, Costa Rica           | 2022              | 0       | Ebal Rodríguez          | 3.000  | Eletto Sports   |
| Santos Laguna          | Torreón, México                | 1995              | 0       | TSM Corona              | 29.101 | Charly          |
| Saprissa               | San José, Costa Rica           | 1963              | 3       | Ricardo Saprissa        | 23.112 | Kappa           |
| Seattle Sounders       | Seattle, Estados Unidos        | 2010-11           | 0       | Lumen Field             | 72.000 | Adidas          |
| Pumas UNAM             | Ciudad de México, México       | 1978              | 3       | Olímpico Universitario  | 58.445 | Nike            |

## Desarrollo

### Eliminatorias
|  | Octavos de final                                       | Octavos de final                                       | Octavos de final                                       | Octavos de final                                       | Octavos de final                                       |   |                | Cuartos de final                                | Cuartos de final                                | Cuartos de final                                | Cuartos de final                                | Cuartos de final                                |  |               | Semifinales                                    | Semifinales                                    | Semifinales                                    | Semifinales                                    | Semifinales                                    |  |                  | Final                                | Final                                | Final                                | Final                                | Final                                |  |
|  | 15 al 17 de febrero (ida) 22 al 24 de febrero (vuelta) | 15 al 17 de febrero (ida) 22 al 24 de febrero (vuelta) | 15 al 17 de febrero (ida) 22 al 24 de febrero (vuelta) | 15 al 17 de febrero (ida) 22 al 24 de febrero (vuelta) | 15 al 17 de febrero (ida) 22 al 24 de febrero (vuelta) |   |                | 8 y 9 de marzo (ida) 15 al 17 de marzo (vuelta) | 8 y 9 de marzo (ida) 15 al 17 de marzo (vuelta) | 8 y 9 de marzo (ida) 15 al 17 de marzo (vuelta) | 8 y 9 de marzo (ida) 15 al 17 de marzo (vuelta) | 8 y 9 de marzo (ida) 15 al 17 de marzo (vuelta) |  |               | 5 y 6 de abril (ida) 12 y 13 de abril (vuelta) | 5 y 6 de abril (ida) 12 y 13 de abril (vuelta) | 5 y 6 de abril (ida) 12 y 13 de abril (vuelta) | 5 y 6 de abril (ida) 12 y 13 de abril (vuelta) | 5 y 6 de abril (ida) 12 y 13 de abril (vuelta) |  |                  | 27 de abril (ida) 4 de mayo (vuelta) | 27 de abril (ida) 4 de mayo (vuelta) | 27 de abril (ida) 4 de mayo (vuelta) | 27 de abril (ida) 4 de mayo (vuelta) | 27 de abril (ida) 4 de mayo (vuelta) |  |
|  |                                                        |                                                        |                                                        |                                                        |                                                        |   |                |                                                 |                                                 |                                                 |                                                 |                                                 |  |               |                                                |                                                |                                                |                                                |                                                |  |                  |                                      |                                      |                                      |                                      |                                      |  |
|  |                                                        |                                                        |                                                        |                                                        |                                                        |   |                |                                                 |                                                 |                                                 |                                                 |                                                 |  |               |                                                |                                                |                                                |                                                |                                                |  |                  |                                      |                                      |                                      |                                      |                                      |  |
|  | Colorado Rapids                                        | Colorado Rapids                                        | 0                                                      | 1                                                      | 1 (3)                                                  |   |                |                                                 |                                                 |                                                 |                                                 |                                                 |  |               |                                                |                                                |                                                |                                                |                                                |  |                  |                                      |                                      |                                      |                                      |                                      |  |
|  | Colorado Rapids                                        | Colorado Rapids                                        | 0                                                      | 1                                                      | 1 (3)                                                  |   |                |                                                 |                                                 |                                                 |                                                 |                                                 |  |               |                                                |                                                |                                                |                                                |                                                |  |                  |                                      |                                      |                                      |                                      |                                      |  |
|  | Comunicaciones                                         | Comunicaciones                                         | 1                                                      | 0                                                      | 1 (4)                                                  |   |                |                                                 |                                                 |                                                 |                                                 |                                                 |  |               |                                                |                                                |                                                |                                                |                                                |  |                  |                                      |                                      |                                      |                                      |                                      |  |
|  | Comunicaciones                                         | Comunicaciones                                         | 1                                                      | 0                                                      | 1 (4)                                                  |   | Comunicaciones | Comunicaciones                                  | 1                                               | 4                                               | 5                                               |                                                 |  |               |                                                |                                                |                                                |                                                |                                                |  |                  |                                      |                                      |                                      |                                      |                                      |  |
|  |                                                        |                                                        |                                                        |                                                        |                                                        |   | Comunicaciones | Comunicaciones                                  | 1                                               | 4                                               | 5                                               |                                                 |  |               |                                                |                                                |                                                |                                                |                                                |  |                  |                                      |                                      |                                      |                                      |                                      |  |
|  |                                                        |                                                        | New York City (v.)                                     | New York City (v.)                                     | 3                                                      | 2 | 5              |                                                 |                                                 |                                                 |                                                 |                                                 |  |               |                                                |                                                |                                                |                                                |                                                |  |                  |                                      |                                      |                                      |                                      |                                      |  |
|  | New York City                                          | New York City                                          | New York City (v.)                                     | New York City (v.)                                     | 3                                                      | 2 | 5              | 2                                               | 4                                               | 6                                               |                                                 |                                                 |  |               |                                                |                                                |                                                |                                                |                                                |  |                  |                                      |                                      |                                      |                                      |                                      |  |
|  | New York City                                          | New York City                                          |                                                        |                                                        |                                                        |   |                |                                                 |                                                 | 6                                               |                                                 |                                                 |  |               |                                                |                                                |                                                |                                                |                                                |  |                  |                                      |                                      |                                      |                                      |                                      |  |
|  | Santos de Guápiles                                     | Santos de Guápiles                                     | 0                                                      | 0                                                      | 0                                                      |   |                |                                                 |                                                 |                                                 |                                                 |                                                 |  |               |                                                |                                                |                                                |                                                |                                                |  |                  |                                      |                                      |                                      |                                      |                                      |  |
|  | Santos de Guápiles                                     | Santos de Guápiles                                     | 0                                                      | 0                                                      | 0                                                      |   |                |                                                 |                                                 |                                                 |                                                 |                                                 |  | New York City | New York City                                  | 1                                              | 1                                              | 2                                              |                                                |  |                  |                                      |                                      |                                      |                                      |                                      |  |
|  |                                                        |                                                        |                                                        |                                                        |                                                        |   |                |                                                 |                                                 |                                                 |                                                 |                                                 |  | New York City | New York City                                  | 1                                              | 1                                              | 2                                              |                                                |  |                  |                                      |                                      |                                      |                                      |                                      |  |
|  |                                                        |                                                        | Seattle Sounders                                       | Seattle Sounders                                       | 3                                                      | 1 | 4              |                                                 |                                                 |                                                 |                                                 |                                                 |  |               |                                                |                                                |                                                |                                                |                                                |  |                  |                                      |                                      |                                      |                                      |                                      |  |
|  | León                                                   | León                                                   | Seattle Sounders                                       | Seattle Sounders                                       | 3                                                      | 1 | 4              | 2                                               | 1                                               | 3                                               |                                                 |                                                 |  |               |                                                |                                                |                                                |                                                |                                                |  |                  |                                      |                                      |                                      |                                      |                                      |  |
|  | León                                                   | León                                                   |                                                        |                                                        |                                                        |   |                |                                                 |                                                 | 3                                               |                                                 |                                                 |  |               |                                                |                                                |                                                |                                                |                                                |  |                  |                                      |                                      |                                      |                                      |                                      |  |
|  | Guastatoya                                             | Guastatoya                                             | 0                                                      | 0                                                      | 0                                                      |   |                |                                                 |                                                 |                                                 |                                                 |                                                 |  |               |                                                |                                                |                                                |                                                |                                                |  |                  |                                      |                                      |                                      |                                      |                                      |  |
|  | Guastatoya                                             | Guastatoya                                             | 0                                                      | 0                                                      | 0                                                      |   | León           | León                                            | 0                                               | 1                                               | 1                                               |                                                 |  |               |                                                |                                                |                                                |                                                |                                                |  |                  |                                      |                                      |                                      |                                      |                                      |  |
|  |                                                        |                                                        |                                                        |                                                        |                                                        |   | León           | León                                            | 0                                               | 1                                               | 1                                               |                                                 |  |               |                                                |                                                |                                                |                                                |                                                |  |                  |                                      |                                      |                                      |                                      |                                      |  |
|  |                                                        |                                                        | Seattle Sounders                                       | Seattle Sounders                                       | 3                                                      | 1 | 4              |                                                 |                                                 |                                                 |                                                 |                                                 |  |               |                                                |                                                |                                                |                                                |                                                |  |                  |                                      |                                      |                                      |                                      |                                      |  |
|  | Seattle Sounders                                       | Seattle Sounders                                       | Seattle Sounders                                       | Seattle Sounders                                       | 3                                                      | 1 | 4              | 0                                               | 5                                               | 5                                               |                                                 |                                                 |  |               |                                                |                                                |                                                |                                                |                                                |  |                  |                                      |                                      |                                      |                                      |                                      |  |
|  | Seattle Sounders                                       | Seattle Sounders                                       |                                                        |                                                        |                                                        |   |                |                                                 |                                                 | 5                                               |                                                 |                                                 |  |               |                                                |                                                |                                                |                                                |                                                |  |                  |                                      |                                      |                                      |                                      |                                      |  |
|  | Motagua                                                | Motagua                                                | 0                                                      | 0                                                      | 0                                                      |   |                |                                                 |                                                 |                                                 |                                                 |                                                 |  |               |                                                |                                                |                                                |                                                |                                                |  |                  |                                      |                                      |                                      |                                      |                                      |  |
|  | Motagua                                                | Motagua                                                | 0                                                      | 0                                                      | 0                                                      |   |                |                                                 |                                                 |                                                 |                                                 |                                                 |  |               |                                                |                                                |                                                |                                                |                                                |  | Seattle Sounders | Seattle Sounders                     | 2                                    | 3                                    | 5                                    |                                      |  |
|  |                                                        |                                                        |                                                        |                                                        |                                                        |   |                |                                                 |                                                 |                                                 |                                                 |                                                 |  |               |                                                |                                                |                                                |                                                |                                                |  | Seattle Sounders | Seattle Sounders                     | 2                                    | 3                                    | 5                                    |                                      |  |
|  |                                                        |                                                        | Pumas UNAM                                             | Pumas UNAM                                             | 2                                                      | 0 | 2              |                                                 |                                                 |                                                 |                                                 |                                                 |  |               |                                                |                                                |                                                |                                                |                                                |  |                  |                                      |                                      |                                      |                                      |                                      |  |
|  | Montréal                                               | Montréal                                               | Pumas UNAM                                             | Pumas UNAM                                             | 2                                                      | 0 | 2              | 0                                               | 3                                               | 3                                               |                                                 |                                                 |  |               |                                                |                                                |                                                |                                                |                                                |  |                  |                                      |                                      |                                      |                                      |                                      |  |
|  | Montréal                                               | Montréal                                               |                                                        |                                                        |                                                        |   |                |                                                 |                                                 | 3                                               |                                                 |                                                 |  |               |                                                |                                                |                                                |                                                |                                                |  |                  |                                      |                                      |                                      |                                      |                                      |  |
|  | Santos Laguna                                          | Santos Laguna                                          | 1                                                      | 0                                                      | 1                                                      |   |                |                                                 |                                                 |                                                 |                                                 |                                                 |  |               |                                                |                                                |                                                |                                                |                                                |  |                  |                                      |                                      |                                      |                                      |                                      |  |
|  | Santos Laguna                                          | Santos Laguna                                          | 1                                                      | 0                                                      | 1                                                      |   | Montréal       | Montréal                                        | 0                                               | 1                                               | 1                                               |                                                 |  |               |                                                |                                                |                                                |                                                |                                                |  |                  |                                      |                                      |                                      |                                      |                                      |  |
|  |                                                        |                                                        |                                                        |                                                        |                                                        |   | Montréal       | Montréal                                        | 0                                               | 1                                               | 1                                               |                                                 |  |               |                                                |                                                |                                                |                                                |                                                |  |                  |                                      |                                      |                                      |                                      |                                      |  |
|  |                                                        |                                                        | Cruz Azul                                              | Cruz Azul                                              | 1                                                      | 1 | 2              |                                                 |                                                 |                                                 |                                                 |                                                 |  |               |                                                |                                                |                                                |                                                |                                                |  |                  |                                      |                                      |                                      |                                      |                                      |  |
|  | Cruz Azul                                              | Cruz Azul                                              | Cruz Azul                                              | Cruz Azul                                              | 1                                                      | 1 | 2              | 1                                               | 3                                               | 4                                               |                                                 |                                                 |  |               |                                                |                                                |                                                |                                                |                                                |  |                  |                                      |                                      |                                      |                                      |                                      |  |
|  | Cruz Azul                                              | Cruz Azul                                              |                                                        |                                                        |                                                        |   |                |                                                 |                                                 | 4                                               |                                                 |                                                 |  |               |                                                |                                                |                                                |                                                |                                                |  |                  |                                      |                                      |                                      |                                      |                                      |  |
|  | Forge                                                  | Forge                                                  | 0                                                      | 1                                                      | 1                                                      |   |                |                                                 |                                                 |                                                 |                                                 |                                                 |  |               |                                                |                                                |                                                |                                                |                                                |  |                  |                                      |                                      |                                      |                                      |                                      |  |
|  | Forge                                                  | Forge                                                  | 0                                                      | 1                                                      | 1                                                      |   |                |                                                 |                                                 |                                                 |                                                 |                                                 |  | Cruz Azul     | Cruz Azul                                      | 1                                              | 0                                              | 1                                              |                                                |  |                  |                                      |                                      |                                      |                                      |                                      |  |
|  |                                                        |                                                        |                                                        |                                                        |                                                        |   |                |                                                 |                                                 |                                                 |                                                 |                                                 |  | Cruz Azul     | Cruz Azul                                      | 1                                              | 0                                              | 1                                              |                                                |  |                  |                                      |                                      |                                      |                                      |                                      |  |
|  |                                                        |                                                        | Pumas UNAM                                             | Pumas UNAM                                             | 2                                                      | 0 | 2              |                                                 |                                                 |                                                 |                                                 |                                                 |  |               |                                                |                                                |                                                |                                                |                                                |  |                  |                                      |                                      |                                      |                                      |                                      |  |
|  | Pumas UNAM                                             | Pumas UNAM                                             | Pumas UNAM                                             | Pumas UNAM                                             | 2                                                      | 0 | 2              | 2                                               | 4                                               | 6                                               |                                                 |                                                 |  |               |                                                |                                                |                                                |                                                |                                                |  |                  |                                      |                                      |                                      |                                      |                                      |  |
|  | Pumas UNAM                                             | Pumas UNAM                                             |                                                        |                                                        |                                                        |   |                |                                                 |                                                 | 6                                               |                                                 |                                                 |  |               |                                                |                                                |                                                |                                                |                                                |  |                  |                                      |                                      |                                      |                                      |                                      |  |
|  | Saprissa                                               | Saprissa                                               | 2                                                      | 1                                                      | 3                                                      |   |                |                                                 |                                                 |                                                 |                                                 |                                                 |  |               |                                                |                                                |                                                |                                                |                                                |  |                  |                                      |                                      |                                      |                                      |                                      |  |
|  | Saprissa                                               | Saprissa                                               | 2                                                      | 1                                                      | 3                                                      |   | Pumas UNAM     | Pumas UNAM                                      | 0                                               | 3                                               | 3 (4)                                           |                                                 |  |               |                                                |                                                |                                                |                                                |                                                |  |                  |                                      |                                      |                                      |                                      |                                      |  |
|  |                                                        |                                                        |                                                        |                                                        |                                                        |   | Pumas UNAM     | Pumas UNAM                                      | 0                                               | 3                                               | 3 (4)                                           |                                                 |  |               |                                                |                                                |                                                |                                                |                                                |  |                  |                                      |                                      |                                      |                                      |                                      |  |
|  |                                                        |                                                        | New England Revolution                                 | New England Revolution                                 | 3                                                      | 0 | 3 (3)          |                                                 |                                                 |                                                 |                                                 |                                                 |  |               |                                                |                                                |                                                |                                                |                                                |  |                  |                                      |                                      |                                      |                                      |                                      |  |
|  | New England Revolution (w/o)                           | New England Revolution (w/o)                           | New England Revolution                                 | New England Revolution                                 | 3                                                      | 0 | 3 (3)          | -                                               | -                                               | -                                               |                                                 |                                                 |  |               |                                                |                                                |                                                |                                                |                                                |  |                  |                                      |                                      |                                      |                                      |                                      |  |
|  | New England Revolution (w/o)                           | New England Revolution (w/o)                           |                                                        |                                                        |                                                        |   |                |                                                 |                                                 | -                                               |                                                 |                                                 |  |               |                                                |                                                |                                                |                                                |                                                |  |                  |                                      |                                      |                                      |                                      |                                      |  |
|  | Cavaly                                                 | Cavaly                                                 | -                                                      | -                                                      | -                                                      |   |                |                                                 |                                                 |                                                 |                                                 |                                                 |  |               |                                                |                                                |                                                |                                                |                                                |  |                  |                                      |                                      |                                      |                                      |                                      |  |
|  | Cavaly                                                 | Cavaly                                                 | -                                                      | -                                                      | -                                                      |   |                |                                                 |                                                 |                                                 |                                                 |                                                 |  |               |                                                |                                                |                                                |                                                |                                                |  |                  |                                      |                                      |                                      |                                      |                                      |  |
|  |                                                        |                                                        |                                                        |                                                        |                                                        |   |                |                                                 |                                                 |                                                 |                                                 |                                                 |  |               |                                                |                                                |                                                |                                                |                                                |  |                  |                                      |                                      |                                      |                                      |                                      |  |

### Octavos de final
El sorteo de los octavos de final tuvo lugar el 15 de diciembre de 2021. La ida se disputó entre el 15 y 17 de febrero, mientras que la vuelta se disputó entre el 22 y 24 de febrero.
| Equipo 1           | Agr.         | Equipo 2               | Ida       | Vuelta    |
| ------------------ | ------------ | ---------------------- | --------- | --------- |
| Guastatoya         | 0–3          | León                   | 0–2       | 0–1       |
| Motagua            | 0–5          | Seattle Sounders       | 0–0       | 0–5       |
| Comunicaciones     | 1–1 (4–3 p.) | Colorado Rapids        | 1–0       | 0–1       |
| Santos de Guápiles | 0–6          | New York City          | 0–2       | 0–4       |
| Saprissa           | 3–6          | Pumas UNAM             | 2–2       | 1–4       |
| Cavaly             | w/o          | New England Revolution | Cancelado | Cancelado |
| Santos Laguna      | 1–3          | Montréal               | 1–0       | 0–3       |
| Forge              | 1–4          | Cruz Azul              | 0–1       | 1–3       |

### Cuartos de final
La ida se disputó los días 8 y 9 de marzo, mientras que la vuelta se disputó entre el 15 y 17 de marzo.
| Equipo 1       | Agr.         | Equipo 2               | Ida | Vuelta |
| -------------- | ------------ | ---------------------- | --- | ------ |
| León           | 1–4          | Seattle Sounders       | 0–3 | 1–1    |
| Comunicaciones | 5–5 (v.)     | New York City          | 1–3 | 4–2    |
| Pumas UNAM     | 3–3 (4–3 p.) | New England Revolution | 0–3 | 3–0    |
| Montréal       | 1–2          | Cruz Azul              | 0–1 | 1–1    |

### Semifinales
La ida se disputó el 5 y 6 de abril, mientras que la vuelta se disputó el 12 y 13 de abril.
| Equipo 1      | Agr. | Equipo 2         | Ida | Vuelta |
| ------------- | ---- | ---------------- | --- | ------ |
| New York City | 2–4  | Seattle Sounders | 1–3 | 1–1    |
| Cruz Azul     | 1–2  | Pumas UNAM       | 1–2 | 0–0    |

### Final
La ida se disputó el 27 de abril, mientras que la vuelta se disputó el 4 de mayo.
| Equipo 1         | Agr. | Equipo 2   | Ida | Vuelta |
| ---------------- | ---- | ---------- | --- | ------ |
| Seattle Sounders | 5–2  | Pumas UNAM | 2–2 | 3–0    |

|                           |
| Bandera de Estados Unidos |
| Campeón Seattle Sounders  |
| 1.er título               |

## Estadísticas

### Goleadores
| Jugador              | Club             | Goles | PJ |
| -------------------- | ---------------- | ----- | -- |
| Juan Ignacio Dinenno | Pumas UNAM       | 9     | 8  |
| Nicolás Lodeiro      | Seattle Sounders | 5     | 8  |
| Valentín Castellanos | New York City    | 4     | 6  |
| Talles Magno         | New York City    | 3     | 6  |
| Fredy Montero        | Seattle Sounders | 3     | 8  |
| Jordan Morris        | Seattle Sounders | 3     | 8  |
| Raúl Ruidíaz         | Seattle Sounders | 3     | 8  |